# Нуч (комуна)
Нуч (рум. Nuci) — комуна у повіті Ілфов в Румунії. До складу комуни входять такі села (дані про населення за 2002 рік):
- Балта-Нягре (259 осіб)
- Мерій-Петкій (1077 осіб)
- Мікшунештій-Марі (694 особи)
- Мікшунештій-Моаре (457 осіб)
- Нуч (654 особи)

Комуна розташована на відстані 35 км на північний схід від Бухареста, 117 км на південний схід від Брашова.

## Населення
За даними перепису населення 2002 року у комуні проживала 3141 особа. Усі жителі комуни рідною мовою назвали румунську.
Національний склад населення комуни:
| Національність | Кількість осіб | Відсоток |
| -------------- | -------------- | -------- |
| румуни         | 3110           | 99,0%    |
| цигани         | 30             | 1,0%     |
| українці       | 1              | < 0,1%   |

Склад населення комуни за віросповіданням:
| Релігія            | Кількість осіб | Відсоток |
| ------------------ | -------------- | -------- |
| православні        | 3102           | 98,8%    |
| адвентисти         | 33             | 1,1%     |
| баптисти           | 2              | 0,1%     |
| не вказали релігію | 1              | < 0,1%   |